# Дракон (класс гоночных яхт)
Дракон — класс гоночных парусных яхт. Конструкция была разработана в 1929 году норвежским яхтсменом Йоханом Анкером.
Проект является килевой яхтой-монотипом с рубкой. Парусное вооружение — шлюп. Яхта может нести спинакер. Экипаж 3 человека. На лодке отсутствуют леера.
Класс входил в программу олимпийских игр с 1948 по 1972 год. После 1972 года стал стремительно терять популярность. В настоящее время во всем мире идёт активное возрождение класса.
Согласно одной из версий новый класс яхт получил экзотическое наименование «Дракон» в память о традиционных лодках скандинавов — драккарах. По иной версии, регистрируя своё изобретение, Анкер указал в качестве названия свою фамилию, которая была трактована англичанами как «якорь», что при последующем переводе на норвежский дало название Draggen, трансформировавшееся впоследствии в «Дракона».

## Кубок Виржинии Эрио

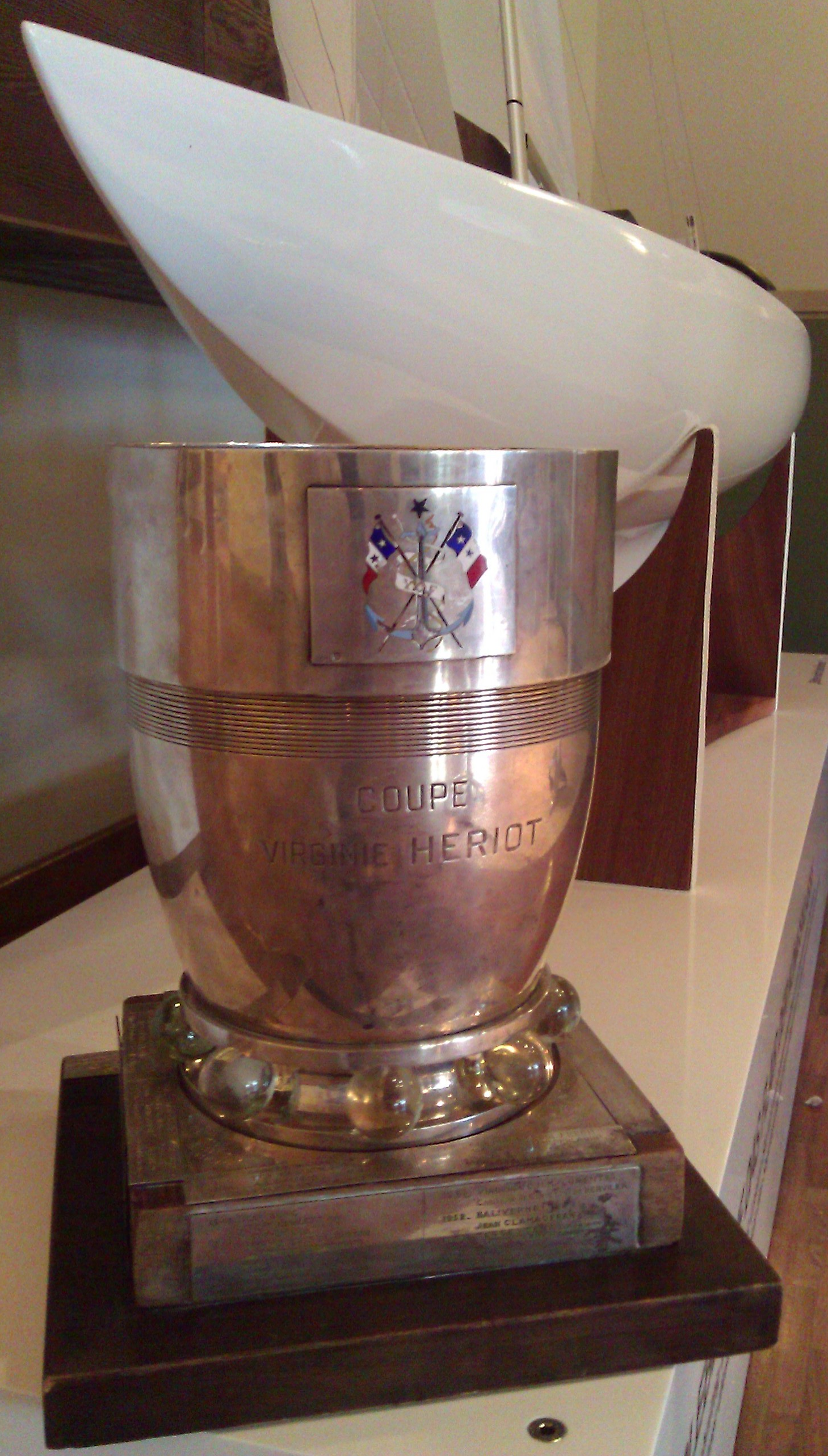
Кубок Виржинии Эрио

21 мая 1946 года Yacht Club de France принял решение об организации в память олимпийского чемпиона 1928 года Виржинии Эрио международных соревнований на яхтах класса «Дракон». С той поры «Кубок Виржинии Эрио» проводится ежегодно и, по соглашению с Международной ассоциацией класса «Дракон», является главным переходящим призом Чемпионатов Европы.
Первым российским победителем этого кубка 1968 года был Юрий Анисимов на «Норде».